# Abdurrahmán ibn Umar as-Súfí
Abdurrahmán ibn Umar as-Súfí (7. prosinec 903?, Rajj – 25. květen 986?, Muhára) byl perský astronom, známý v Evropě pod latinizovaným jménem Azofi.

## Život
Žil na dvoře perského emíra jménem Adududdaula v dnešním Isfahánu. Věnoval se překladům a rozšiřovaní řeckých děl týkajících se astronomie, hlavně Almagestu Klaudia Ptolemaia. Upravil v něm soupis hvězd a sám se zaobíral jasností a stanovením odhadů hvězdných velikostí. Jeho hodnoty se často lišily od hodnot uvedených v Almagestu.

## Dílo

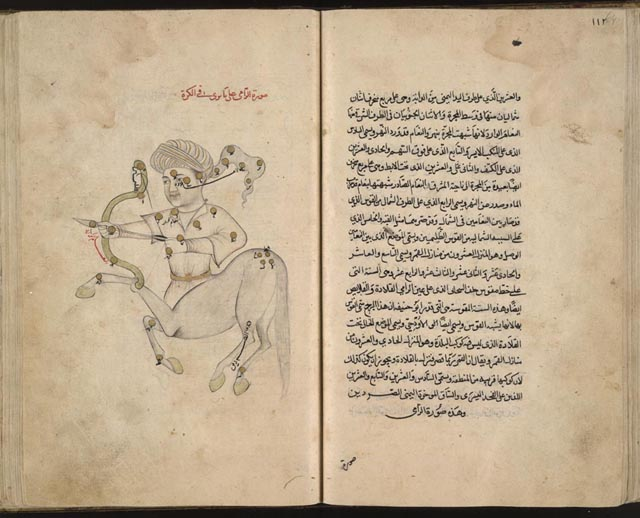
As-Súfího dílo

Ve své práci Kniha stálic (Kitáb al-kavatíb, plným názvem Kitáb al-kavatíb at-tábit al-musavar – Kniha o souhvězdích stálých hvězd), publikovaném v roce 964, zapsal i hvězdokupu IC 2391 (Omikron Velorum), Collinder 399, všiml si i obláčku v Andromedě (dnešní galaxie M31) a mnohé další. Popsal dokonce i Velký Magellanův oblak, přestože je viditelný až z Jemenu, a ne z Isfahánu. Evropanům nebyl tento objekt známý až do Magalhãesových objevných plaveb.
Zabýval se též spojením tradičních arabských názvů hvězd a souhvězdí s řeckými pojmenováními, mnohé termíny spolu vůbec nesouvisely nebo se navzájem překrývaly. Zpozoroval, že rovina ekliptiky je vzhledem k nebeskému rovníku odkloněna a přesněji vypočítal délku tropického roku. Popisoval polohu, barvu a hvězdnou velikost jednotlivých stálic. Takto popsal všechna tehdy známá souhvězdí. Souhvězdí zobrazoval vždy dvojitě: tak, jak jsou viditelná ze Země a jak by je bylo vidět z „opačné“ strany oblohy. Psal též o astrolábu. As-Súfího práce v Evropě nebyly známé, a tak se stalo, že galaxii M31 znovuobjevil Simon Marius pomocí teleskopu v roce 1612.
As-Súfího jméno nese ve tvaru Azofi jeden z kráterů na Měsíci.